# Vreia de Bornes
Vreia de Bornes é uma povoação portuguesa sede da Freguesia de Vreia de Bornes do Município de Vila Pouca de Aguiar, freguesia com 17,57 km² de área e 567 habitantes (censo de 2021), tendo, por isso, uma densidade populacional de 32,3 hab./km².
Vreia de Bornes está situada na Serra da Padrela, 8 km a nordeste da sede do município.
Inclui no seu território os seguintes lugares: Barbadães de Baixo, Barbadães de Cima, Eiriz, Soutelinho do Monte e Vreia de Bornes. Até 9 de julho de 1993 incluía ainda a aldeia de Sabroso de Aguiar, que foi então desanexada como freguesia autónoma.

## Demografia
A população registada nos censos foi:
| Distribuição da População por Grupos Etários | Distribuição da População por Grupos Etários | Distribuição da População por Grupos Etários | Distribuição da População por Grupos Etários | Distribuição da População por Grupos Etários |
| -------------------------------------------- | -------------------------------------------- | -------------------------------------------- | -------------------------------------------- | -------------------------------------------- |
| Ano                                          | 0-14 Anos                                    | 15-24 Anos                                   | 25-64 Anos                                   | > 65 Anos                                    |
| 2001                                         | 128                                          | 134                                          | 388                                          | 144                                          |
| 2011                                         | 69                                           | 77                                           | 339                                          | 167                                          |
| 2021                                         | 44                                           | 43                                           | 280                                          | 200                                          |